# Wadim Wladimirowitsch Filimonow
Wadim Wladimirowitsch Filimonow (russisch Вадим Владимирович Филимонов, englisch Vadim Filimonov; * 18. Mai 1990 in Krasnogorski, Rajon Swenigowo, ASSR der Mari, Russische SFSR, Sowjetunion) ist ein ehemaliger russischer Biathlet. Er gewann ein Rennen im IBU-Cup und ist mehrfacher russischer Meister.

## Sportliche Laufbahn
Wadim Filimonow startete seit Anfang der 2010er Jahre auf nationaler Ebene und wurde 2014 mit der Mannschaft erstmals russischer Meister. 2013 und 2015 war er Teil des russischen Aufgebots bei der Universiade und gewann zunächst Gold im Einzel, im Jahr darauf dann Gold mit der Mixedstaffel und Silber im Einzel. Auch in den Folgejahren war der Russe national durchaus erfolgreich, so siegte er 2017 im Supersprint und mit der Staffel, zwei Jahre darauf gar dreifach, mit der Mixed- und Herrenstaffel sowie in der Superverfolgung. Sein internationales Debüt gab er im Alter von 28 Jahren vergleichsweise spät im Januar 2019 beim IBU-Cup am Arber und lief in Sprint und Verfolgung auf Anhieb unter die besten Zehn. Im August 2019 nahm Filimonow an den Sommerbiathlonweltmeisterschaften teil und wurde Fünfter des Supersprints, womit er eine Medaille um gut 20 Sekunden verpasste. Im Winter 2019/20 bekam er lediglich in Osrblie und Martell IBU-Cup-Einsätze und wurde dabei einmal Sechster im Sprint. Mit Semjon Sutschilow, Jekaterina Glasyrina und Wiktorija Sliwko gelang es ihm aber in Osrblie, die Mixedstaffel zu gewinnen. Auch in der Folgesaison startete er nur an zwei Wettkampforten, konnte aber vor allem läuferisch nicht überzeugen und verpasste teilweise sogar die Punkteränge der besten 40 Athleten. Zum Winter 2021/22 wurde Filimonow nicht in die Nationalmannschaft aufgenommen und bestritt ausschließlich Wettkämpfe auf nationaler Ebene. Nach Saisonende gab er im April 2022 sein Karriereende bekannt.

## Statistiken

### IBU-Cup-Siege
| Nr. | Datum         | Ort     | Disziplin      |
| --- | ------------- | ------- | -------------- |
| 1.  | 15. Jan. 2020 | Osrblie | Mixedstaffel 1 |